# Patroclus Hill
Patroclus Hill är en kulle i Antarktis. Den ligger i Västantarktis. Argentina, Chile och Storbritannien gör anspråk på området. Toppen på Patroclus Hill är 1 054 meter över havet, eller 28 meter över den omgivande terrängen. Bredden vid basen är 1,7 km.
Terrängen runt Patroclus Hill är kuperad åt nordväst, men åt sydost är den bergig. Trakten är obefolkad. Det finns inga samhällen i närheten. 